# موسى بينهيرو
موسى بينهيرو (بالإيطالية: Mosè Pinheiro)‏ هو حاخام إيطالي، (ولد في ليفورنو في إيطاليا القرن 17  م).